# Gluviopsis nigrocinctus
Gluviopsis nigrocinctus es una especie de arácnido  del orden Solifugae de la familia Daesiidae.

## Distribución geográfica
Se encuentra en Irán y en Azerbaiyán.